# Vriesea breviscapa
Vriesea breviscapa là một loài thuộc chi Vriesea. Đây là loài đặc hữu của Brasil.